# 木村興治
木村 興治（きむら こうじ、1940年12月11日 -）は、日本の元卓球選手。現役時代は日本代表として世界卓球選手権で金メダル4個を含む計9個のメダルを獲得し、日本卓球界の黄金期を支える選手の一人として活躍した。国際卓球連盟世界ランキング最高位は4位。段級位は9段。元日本卓球協会副会長。

## 経歴
秋田県秋田市生まれ。秋田県立秋田高等学校を経て、早稲田大学法学部卒業。

1961年度、北京 (中国) で行われた世界卓球選手権では星野展弥と出場した男子ダブルス準決勝で荘則棟 / 李富荣組 (中国) に3-1で勝利。決勝でもゾルターン・ベルシック / フェレンツ・シド組 (ハンガリー) を3-1で下し金メダル。団体で銀メダル。全日本卓球選手権大会ではシングルス決勝で三木圭一を3-2で倒し、初優勝。世界ランキング6位。上田浩と出場した男子ダブルスでは三木 / 瀬川栄次組に1-2で敗れ準優勝。
1962年度、ジャカルタ (インドネシア) で開催されたアジア競技大会卓球競技では、シングルスで銅メダル、男子ダブルスで銀メダル、混合ダブルスで銀メダル、団体で金メダル。全日本選手権では竹島貴子と出場した混合ダブルス決勝で三木 / 関正子組を2-1で下し優勝。
1963年度、プラハ (チェコスロバキア) で行われた世界選手権ではシングルスで16強。伊藤和子と出場した混合ダブルス準決勝でジャーノス・ファハーツィ / エバ・ケーチャン組 (ハンガリー) を3-1で下し、決勝でも三木 / 関組(日本) に3-0で勝利し金メダル。団体で銀メダル。世界ランキング4位。
1964年度、ソウル (韓国) で開催されたアジア卓球選手権ではシングルスで金メダル、小中健と出場した男子ダブルスで金メダル、混合ダブルスで銀メダル、団体で金メダル。全日本選手権ではシングルス決勝で小中を3-2で倒し、2度目の優勝。
1965年度、リュブリャナ (ユーゴスラビア) で行われた第28回世界卓球選手権シングルスは16強。小中と出場した男子ダブルスでは準々決勝敗退。関と組んだ混合ダブルスでは準決勝で小中 / 深津尚子組 (日本) を3-1で下し、決勝でも張燮林 / 林慧卿組 (中国) を3-2で破り金メダル。団体は銀メダル。世界ランキング8位。全日本選手権ではシングルス決勝で長谷川信彦に1-3で敗れ準優勝。竹島と出場した混合ダブルスでも長谷川 / 田中友子組に0-2で敗れ準優勝。
1966年度、バンコク (タイ) で開催されたアジア大会では、シングルスで銅メダル、男子ダブルスで銀メダル、混合ダブルスで金メダル、団体で金メダル。全日本選手権では新開卓と出場した男子ダブルスで田中英也 / 加藤優組に0-2で敗れ準優勝。
1967年度、ストックホルム (スウェーデン) で開催された第29回世界卓球選手権シングルスは準決勝で河野満に1-3で敗れ銅メダル。深津と出場した混合ダブルス準決勝ではマリア・アレクサンドル / Dorin Giurgiuca組 (ルーマニア) に3-0で勝利。決勝では長谷川 / 山中教子組 (日本) に1-3で敗れ銀メダル。団体は金メダル。世界ランキング7位。全日本社会人卓球選手権シングルスで優勝。全日本選手権ではシングルス決勝で伊藤繁雄に2-3で敗れ準優勝。  
現役引退後は日本卓球協会副会長、国際卓球連盟副会長、全日本テコンドー協会会長を歴任。2023年に文化功労者。